# Postawa ludyczna
Postawa ludyczna – psychologiczne nastawienie, wymagane od graczy grających w grę. Polega ono na dobrowolnej akceptacji reguł gry.
Termin ten został wprowadzony przez filozofa Bernarda Suitsa w książce Konik Polny. Gry, życie i utopia (The Grasshopper: Games, Life and Utopia). Postawa ludyczna jest składnikiem przedstawionej w tej książce definicji grania w gry:
Grać w grę to próbować osiągnąć pewien określony stan rzeczy [cel przedludyczny], używając tylko środków dozwolonych przez
reguły [środki ludyczne], które zabraniają użycia bardziej skutecznych na rzecz mniej skutecznych środków [reguły konstytutywne] i które akceptuje się tylko dlatego, że umożliwiają taką czynność
[postawa ludyczna].
Suits proponuje także skróconą postać tej definicji: granie w gry to dobrowolna próba pokonania niekoniecznych przeszkód